# Часников, Иван Яковлевич
Иван Яковлевич Часников (1933—1999) — советский физик, общественный деятель. Доктор физико-математических наук (1978), профессор (1981), Член-корреспондент НАН РК (с 1983 года), Академик МАИ.

## Биография
Окончил физико-математический факультет КазГУ (1955), аспирантуру Института ядерной физики Академии наук Казахской ССР (1959). Работал руководителем лаборатории, заместителем директора Института ядерной физики (1963—1970), затем заместителем директора Института физики высоких энергий (1970—1976) Академии наук Республики Казахстан. С 1976 по 1990 год — директор Института физики высоких энергий Академии наук Казахстана (в 1996 году ИФВЭ был объединен с Физико-техническим институтом НАН РК), руководил лабораторией ядерной физики и радиационной экологии (1990—1998).

## Научная деятельность
Основные научные труды посвящены физике высоких энергий, методике экспериментов, автоматизации научных исследований, радиационной экологии. Автор более 300 научных работ, 4-х монографий. Способствовал созданию и развитию экспериментальной базы физической науки в Казахстане, организации и расширению связей и совместных работ ИВФЭ АН КАЗ ССР с ведущими научными центрами: с Европейским центром ядерных исследований (CERN, Женева, Швейцария), с Брукхевенской национальной лабораторией (BNL, Брукхевен, США), с Объединённым институтом ядерных исследований (ОИЯИ, Дубна, Россия). Инициатор создания (1976) Комиссии, а затем Совета по АНИ (автоматизация научных исследований) при Президиуме АН КазССР. Являлся членом Проблемного Совета по автоматизации при Президиуме АН СССР и членом Проблемного Совета «Космические лучи» при Президиуме РАН, одним из инициаторов и руководителей работ по созданию, совместно с учеными НИИЯФ МГУ, крупномасштабного исследовательского проекта «ШАЛ-1000» для исследования частиц сверхвысоких энергий.
Автор способа датирования радиационного загрязнения местности по накоплению радионуклидов в природных объектах, имеющих годичные кольцевые структуры. Внес большой вклад в изучение последствий ядерных взрывов и радиационных катастроф.

## Общественная деятельность
Депутат Верховного Совета Республики Казахстан (1994—1995), член Международного антиядерного движения «Невада-Семипалатинск» (с 28 февраля 1989 года), член Всесоюзного общества «Знание», эксперт ООН по проблемам радиоэкологии Западного Казахстана (1996—1997). В качестве председателя подкомитета по радиационной экологии, зонам чрезвычайной экологической ситуации и экологического бедствия Верховного Совета РК внес существенный вклад в организацию социальной защиты населения регионов Казахстана, пострадавших в результате ядерных испытаний на Семипалатинском полигоне и полигоне «Азгир» в Западном Казахстане. Способствовал популяризации науки и научных знаний.

## Награды и премии
Награждён орденом «Знак Почета», «Почетной Грамотой Верховного Совета Казахской ССР» (1976, 1983), медалью и премией имени академика С. И. Вавилова Всесоюзного общества «Знание». В 1991 г. Советский комитет защиты мира наградил И. Я. Часникова почетной медалью «Борец за мир».